# Présidence de Jules Grévy
Président de la République française
Présidence de Patrice de Mac Mahon Présidence de Sadi Carnot
La présidence de Jules Grévy dure du 30 janvier 1879 au 2 décembre 1887. Il est élu président de la République française le 30 janvier 1879 sous la bannière des républicains modérés pour un mandat de sept ans.
Il est largement réélu à l'élection présidentielle de 1885. Son gendre étant Impliqué dans le scandale des décorations, il est contraint de démissionner à la fin de l'année 1887.